# Polisportiva Turris 1945-1946
Questa voce raccoglie le informazioni riguardanti la Società Sportiva Turris Calcio nelle competizioni ufficiali della stagione 1945-1946 di Prima Divisione Campania Girone C
Successivamente ripescata in Serie C Lega Sud a completamento Organico
| N. |                   | Ruolo | Calciatore          |
| -- | ----------------- | ----- | ------------------- |
|    | Italia (bandiera) |       | Iaccarino           |
|    | Italia (bandiera) |       | Filippo Borriello   |
|    | Italia (bandiera) |       | Catello Carubbi     |
|    | Italia (bandiera) |       | Clemens             |
|    | Italia (bandiera) |       | D'Ambrosio          |
|    | Italia (bandiera) |       | Giacomo De Caprio   |
|    | Italia (bandiera) |       | Vincenzo Gilberti   |
|    | Italia (bandiera) |       | Domenico Giordano I |
|    | Italia (bandiera) |       | Carmine Giordano II |
|    | Italia (bandiera) |       | Eduardo Magnani     |
|    | Italia (bandiera) |       | Merli               |
|    | Italia (bandiera) |       | Paris               |
|    | Italia (bandiera) |       | Alfredo Vai         |

## girone andata
| 16 dicembre 1945 1ª giornata | Turris | 1 – 1 | Sangiorgese |  |

| 23 dicembre 1945 2ª giornata | S.S. Juventus Stabia | 1 – 2 | Turris |  |

| 30 dicembre 1945 3ª giornata | Sarnese | 2 – 1 | Turris |  |

| 6 gennaio 1946 4ª giornata | Turris | 3 – 0 | U.S. Cotoniere |  |

| 20 gennaio 1946 5ª giornata | Torrese B | 1 – 1 | Turris |  |

| 27 gennaio 1946 6ª giornata | Gragnano | 3 – 1 | Turris |  |

| 10 febbraio 1946 7ª giornata | Anastasiana | 3 – 3 | Turris |  |

## ritorno
| 17 febbraio 1946 8ª giornata | Sangiorgese | 2 – 0 | Turris |  |

| 24 gennaio 1946 9ª giornata | Turris | 2 – 0 | [[Società Sportiva Juve Stabia\|]] |  |

| 10 marzo 1946 10ª giornata | Turris | 3 – 2 | Sarnese |  |

| 17 marzo 1946 11ª giornata | Crotoniere | 0 – 4 | Turris |  |

| 24 marzo 1946 12ª giornata | Turris | 2 – 0 | Torrese B |  |

| 31 marzo 1946 13ª giornata | Turris | 1 – 0 | Gragnano |  |

| 7 aprile 1946 14ª giornata | Turris | 2 – 0 | F.Anastasiana |  |

## Girone Semifinali

### andata
| 28 aprile 1946 1ª giornata | Turris | 7 – 1 | Ischia |  |

| 5 maggio 1946 2ª giornata | Filotranvieri | 0 – 1 | Turris |  |

| 12 maggio 1946 ª giornata | Turris | 3 – 3 | Nola |  |

### ritorno
| 19 maggio 1946 4ª giornata | Ischia | 0 – 2 | Turris |  |

| 26 maggio 1946 5ª giornata | Turris | 2 – 1 | Filotranvieri |  |

| 30 maggio 1946 ª giornata | Nola | 2 – 1 | Turris |  |

### andata
| 16 giugno 1946 1ª giornata | Angri | 6 – 1 | Turris |  |

| 23 giugno 1946 2ª giornata | Turris | 4 – 3 | Gragnano |  |

| 30 giugno 1946 3ª giornata                                                  | Turris    | 4 – 0 | Paganese |  |
| \| \| \| \| \| 21 e 71 Iaccarino, 30 r Clemens, 50 Merli \| Marcatori \| \| |           |       |          |  |
|                                                                             |           |       |          |  |
| 21 e 71 Iaccarino, 30 r Clemens, 50 Merli                                   | Marcatori |       |          |  |

### ritorno
| 7 Luglio 1946 4ª giornata                                                                                             | Turris    | 4 – 2                     | Angri |  |
| \| \| \| \| \| 5 Giordano II, 15 D'Ambrosio, 80 Iaccarino, 83 Giordano I \| Marcatori \| 46 Giordano, 65 Passeggio \| |           |                           |       |  |
| |           |                           |       |  |
| 5 Giordano II, 15 D'Ambrosio, 80 Iaccarino, 83 Giordano I                                                             | Marcatori | 46 Giordano, 65 Passeggio |       |  |

| 17 Luglio 1946 5ª giornata | Gragnano | 0 – 0 | Turris |  |

| 21 Luglio 1946 6ª giornata | Paganese | 0 – 2 a tav | Turris |  |

## Finale Spareggio
| Castellammare di Stabia 27 Luglio 1946 Finale                         | Angri     | 3 – 1   | Turris |  |
| \| \| \| \| \| Romano, Apicella, Passeggio \| Marcatori \| Carubbi \| |           |         |        |  |
|                                                                       |           |         |        |  |
| Romano, Apicella, Passeggio                                           | Marcatori | Carubbi |        |  |